# La Capital (departement van Santa Fe)
La Capital (Santa Fe) is een departement in de Argentijnse provincie Santa Fe. Het departement (Spaans:  departamento) heeft een oppervlakte van 3055 km² en telt 489.505 inwoners.

## Plaatsen in departement La Capital
- Alto Verde
- Arroyo Aguiar
- Arroyo Leyes
- Cabal
- Campo Andino
- Candioti
- Constituyentes
- Emilia
- Laguna Paiva
- Llambi Campbell
- Monte Vera
- Nelson
- Recreo
- San José del Rincón
- Santa Fe
- Santo Tomé
- Sauce Viejo